# Girasoules
Girasoules est un groupe espagnol, originaire de Valence, actif entre 1993 et 2001. Leur style musical est défini comme du rock latino, avec des influences de pop britannique et américaine et de folk méditerranéen. Ses principaux membres étaient Quique Tarrasó (chant, guitare acoustique), Fernando Martínez (guitare électrique, basse), Javier Vela (guitare électrique, basse) et Ramón Vela (batterie).

## Histoire
Le groupe est formé en 1990 à Valence, et sort son premier album A tu lado en 1992 et un deuxième, Cuestión de suerte, produit par le membre de Presuntos Implicados, Juan Luis Giménez. 
Plusieurs de ses singles, tels que Sin trabajo, Mala fortuna ou Tenías razón les rendent célèbres en Espagne et en Amérique latine où ils atteignent la première place à Porto Rico, se retrouvent en tête des ventes et obtiennent une place de choix dans les stations de radio de musique latine à New York et dans d'autres villes américaines. Au cours de cette période, ils se produisent devant 5 000 spectateurs à San Juan et plus de 15 000 sur la plage de Boquerón. Par la suite, en 1996, ils sortent leur troisième album, Rompe tu silencio, produit par KC Porter (Santana, Los Fabulosos Cadillacs) et enregistré à Los Angeles. Ils sont entourés de musiciens tels que Ariel Rot, Kurt Bisquera à la batterie, le guitariste Michael Thompson, Lee Sklos, le pianiste de l'Orchestre de l'Opéra de Paris. L'album est un grand succès dans le monde du rock latino et les fait entrer dans les charts des plus importantes stations de radio espagnole avec plusieurs singles (Te parece bonito, Vale la pena,  Volver a empezar, Por mucho que pase, La Gotita).
Le groupe se sépare en 2001. Quique Tarrasó forme son groupe Hearendless 20 ans après cette séparation,. En 2018, Girasoules annonce un concert spécial joué à guichet fermé,,.